# Le Vaudioux
Le Vaudioux est une commune française située dans le département du Jura, dans la région culturelle et historique de Franche-Comté et la région administrative Bourgogne-Franche-Comté.

## Géographie
La petite commune de 6 km2 située sur le deuxième plateau jurassien occupe une partie du bassin de Pillemoine-Le Vaudioux (Pillemoine est à 1,5 km) traversé par le ruisseau de Pillemoine. Le terrain est médiocre et marécageux avec des marnes et des carrières de pierres qui ont été exploitées pendant longtemps (tuilerie et construction).
La commune comporte un hameau de quelques maisons mais important par sa situation dans la vallée de la Lemme sur l'ancienne route nationale 5. Ce hameau de La Billaude divisé en deux parties (La Billaude du bas et La Billaude du haut) regroupe en 2010 une grosse scierie, une turbine électrique et un restaurant à proximité de la cascade de la Billaude où la Lemme plonge de 28 m en 2 chutes successives qu'un sentier touristique permet de découvrir.
La vallée accueillait aussi une gare du Vaudioux construite en 1890 à La Billaude du Haut sur la Ligne d'Andelot-en-Montagne à La Cluse, sur le tronçon Champagnole - Saint-Laurent-en-Grandvaux. Cette gare est désaffectée depuis les années 1960.

### Climat
Pour des articles plus généraux, voir Climat de la Bourgogne-Franche-Comté et Climat du département du Jura.
En 2010, le climat de la commune est de type climat de montagne, selon une étude du Centre national de la recherche scientifique s'appuyant sur une série de données couvrant la période 1971-2000. En 2020, Météo-France publie une typologie des climats de la France métropolitaine dans laquelle la commune est dans une zone de transition entre le climat semi-continental et le climat de montagne et est dans la région climatique  Jura, caractérisée par une forte pluviométrie en toutes saisons (1 000 à 1 500 mm/an), des hivers rigoureux et un ensoleillement médiocre. 
Pour la période 1971-2000, la température annuelle moyenne est de 8,8 °C, avec une amplitude thermique annuelle de 16,7 °C. Le cumul annuel moyen de précipitations est de 1 663 mm, avec 13,6 jours de précipitations en janvier et 10,3 jours en juillet. Pour la période 1991-2020, la température moyenne annuelle observée sur la station météorologique de Météo-France la plus proche, « Champagnole », sur la commune de Champagnole à 6 km à vol d'oiseau, est de 9,4 °C et le cumul annuel moyen de précipitations est de 1 573,2 mm. 
La température maximale relevée sur cette station est de 37,5 °C, atteinte le 24 juillet 2019 ; la température minimale est de −23,5 °C, atteinte le 24 décembre 2001,,. 
Les paramètres climatiques de la commune ont été estimés pour le milieu du siècle (2041-2070) selon différents scénarios d'émission de gaz à effet de serre à partir des nouvelles projections climatiques de référence DRIAS-2020. Ils sont consultables sur un site dédié publié par Météo-France en novembre 2022.

## Urbanisme

### Typologie
Au 1er janvier 2024, Le Vaudioux est catégorisée commune rurale à habitat dispersé, selon la nouvelle grille communale de densité à sept niveaux définie par l'Insee en 2022.
Elle est située hors unité urbaine. Par ailleurs la commune fait partie de l'aire d'attraction de Champagnole, dont elle est une commune de la couronne,. Cette aire, qui regroupe 43 communes, est catégorisée dans les aires de moins de 50 000 habitants,.

### Occupation des sols
L'occupation des sols de la commune, telle qu'elle ressort de la base de données européenne d’occupation biophysique des sols Corine Land Cover (CLC), est marquée par l'importance des forêts et milieux semi-naturels (48,9 % en 2018), en diminution par rapport à 1990 (49,9 %). La répartition détaillée en 2018 est la suivante : 
forêts (48,9 %), terres arables (37,7 %), prairies (9,1 %), zones urbanisées (4,2 %), zones agricoles hétérogènes (0,1 %). L'évolution de l’occupation des sols de la commune et de ses infrastructures peut être observée sur les différentes représentations cartographiques du territoire : la carte de Cassini (XVIIIe siècle), la carte d'état-major (1820-1866) et les cartes ou photos aériennes de l'IGN pour la période actuelle (1950 à aujourd'hui).

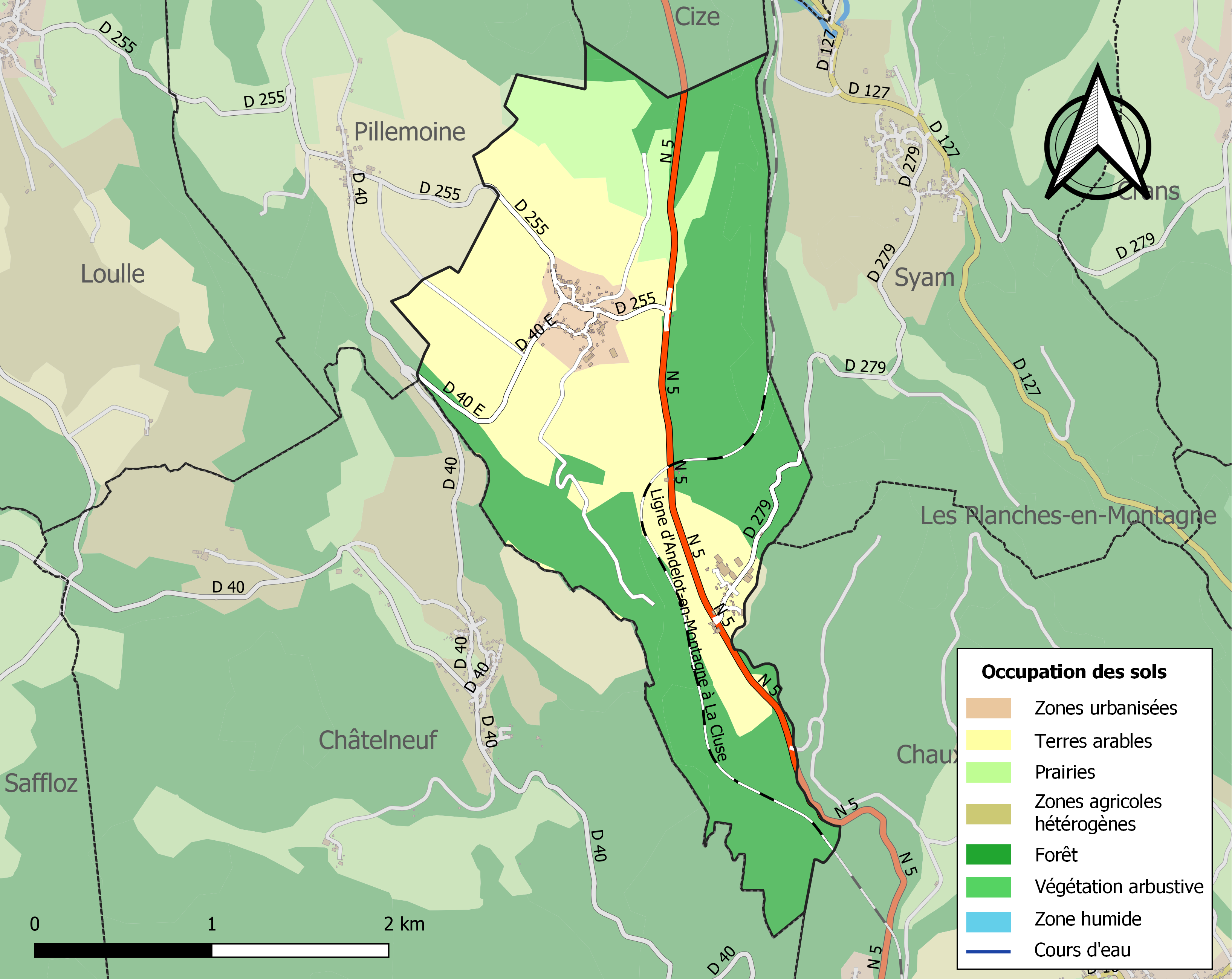
Carte des infrastructures et de l'occupation des sols de la commune en 2018 (CLC).

## Histoire
Le Vaudioux faisait partie de la dotation de l'abbaye de Balerne et était rattaché à la châtellenie de Chatelneuf.
La création à l'initiative de l'abbé de Balerne d'un moulin sur la Lemme, d'une scierie et d'un battoir est attestée en 1323. Plus tard une donation de Jean de Chalon-Arlay permet la création d'un domaine au Vaudioux qui deviendra un village important : la population en 1790 est de 264 habitants, en 1876, 295, en 1851, 284. Alphonse Rousset en 1857 signale que l'exode rural a commencé avec le départ des jeunes gens vers les emplois des villes.

## Économie

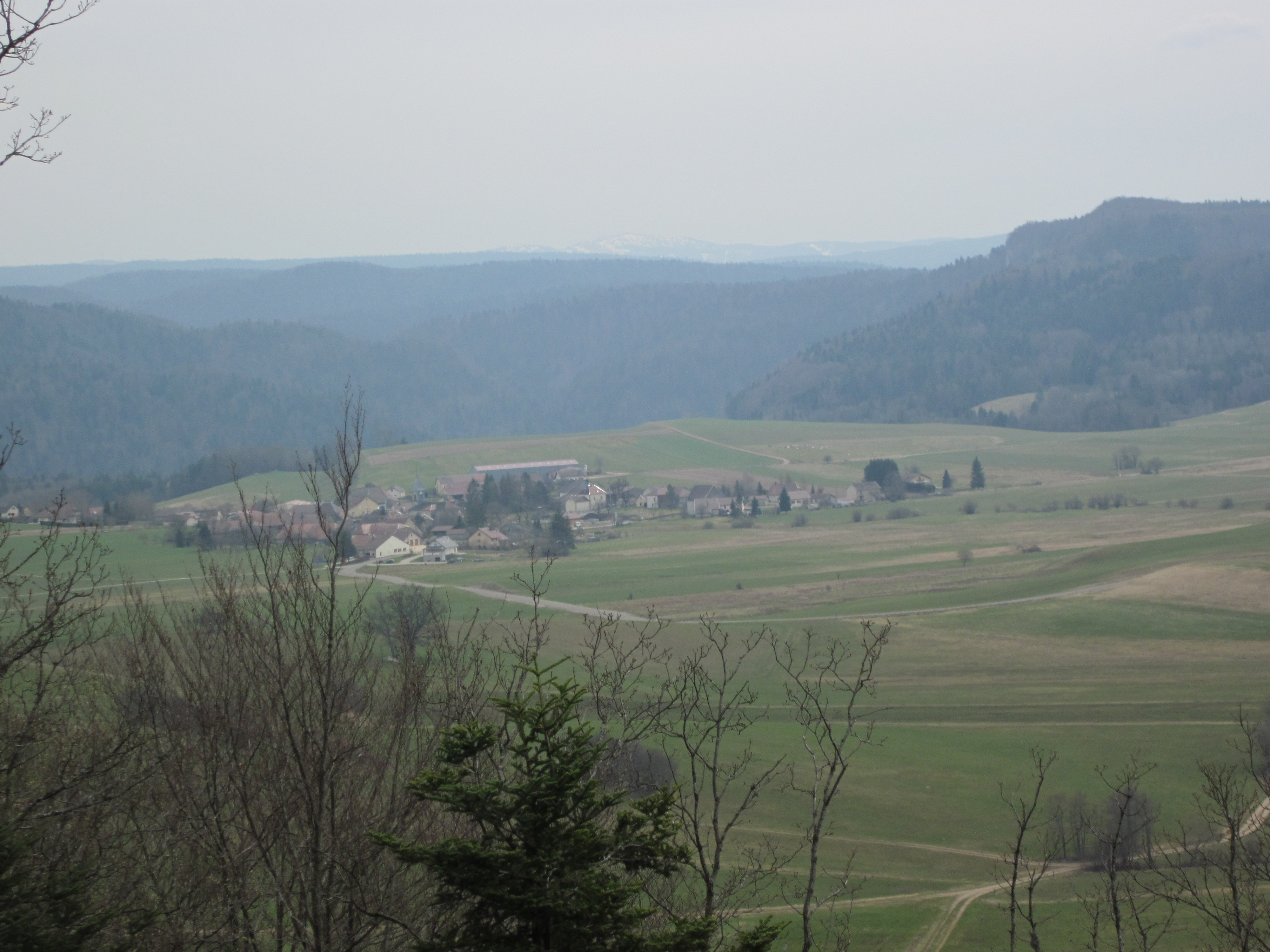
Le Vaudioux et son plateau

L'élevage bovin est la principale activité économique du village qui se consacre à la fabrication du fromage de comté.

## Politique et administration
| Période   | Période   | Identité        | Étiquette | Qualité               |
| --------- | --------- | --------------- | --------- | --------------------- |
| mars 2001 | mars 2008 | François Sordel | DVD       |                       |
| mars 2008 | mars 2014 | Christian Drecq | DVD       |                       |
| mars 2014 | 2020      | François Sordel | DVD       | Professeur des écoles |
| 2020      | En cours  | Christian Drecq | DVD       |                       |

## Démographie
L'évolution du nombre d'habitants est connue à travers les recensements de la population effectués dans la commune depuis 1793. Pour les communes de moins de 10 000 habitants, une enquête de recensement portant sur toute la population est réalisée tous les cinq ans, les populations de référence des années intermédiaires étant quant à elles estimées par interpolation ou extrapolation. Pour la commune, le premier recensement exhaustif entrant dans le cadre du nouveau dispositif a été réalisé en 2006.

En 2022, la commune comptait 166 habitants, en évolution de −5,68 % par rapport à 2016 (Jura : −0,81 %, France hors Mayotte : +2,11 %).
| 1793 | 1800 | 1806 | 1821 | 1831 | 1836 | 1841 | 1846 | 1851 |
| ---- | ---- | ---- | ---- | ---- | ---- | ---- | ---- | ---- |
| 268  | 286  | 327  | 349  | 381  | 333  | 306  | 295  | 284  |

| 1856 | 1861 | 1866 | 1872 | 1876 | 1881 | 1886 | 1891 | 1896 |
| ---- | ---- | ---- | ---- | ---- | ---- | ---- | ---- | ---- |
| 246  | 261  | 249  | 233  | 249  | 271  | 253  | 264  | 240  |

| 1901 | 1906 | 1911 | 1921 | 1926 | 1931 | 1936 | 1946 | 1954 |
| ---- | ---- | ---- | ---- | ---- | ---- | ---- | ---- | ---- |
| 220  | 217  | 209  | 175  | 198  | 177  | 165  | 133  | 149  |

| 1962 | 1968 | 1975 | 1982 | 1990 | 1999 | 2006 | 2011 | 2016 |
| ---- | ---- | ---- | ---- | ---- | ---- | ---- | ---- | ---- |
| 150  | 115  | 123  | 145  | 147  | 168  | 166  | 163  | 176  |

| 2021 | 2022 | - | - | - | - | - | - | - |
| ---- | ---- | - | - | - | - | - | - | - |
| 168  | 166  | - | - | - | - | - | - | - |

## Lieux et monuments
- La Billaude, lieu-dit connu pour sa cascade.
- Le village comportait une ancienne chapelle transformée en maison commune pour accueillir la mairie et l'école en même temps qu'était construite l’église actuelle en 1837.

## Pour approfondir